# Сражение под Торческом
Битва под Торческом — одно из важнейших сражений во время междоусобной войны в Южной Руси (1228—1236), произошедшее 17 мая 1235 года.
Разгром войск Галицко-Волынского и Киевского княжеств черниговцами, выдержавшими осаду в начале года и организовавшими при поддержке половцев ответный поход на Киев. Фактически победа сделала возможным занятие Изяславом киевского княжения, а Михаилом — галицкого. В другом источнике указано: «У Торческа произошла кровопролитная битва (в 1234). Данило дрался отчаянно, пока под ним не убили его гнедого коня. Его воины обратились в бегство; сам Данило должен был последовать за ними. Киевский князь и Мирослав были взяты в плен. Летописец приписывает это несчастие тайной [измене бояр Молибоговичей.»

## История
В конце 1234 года Михаил осадил Киев, и Владимир Рюрикович призвал на помощь Даниила с галицко-волынскими войсками. Михаил отступил, союзники вторглись в Чернигово-Северское княжество, осадили его столицу и разорили многие города. Союзник Михаила Изяслав, владевший Поросьем, уехал в степь за половецкой помощью, но она подошла уже после ухода галичан и киевлян из-под Чернигова с победным миром: его с черниговской стороны заключал уже не Михаил, севший в осаду, а Мстислав Глебович, выступивший союзником Владимира и Даниила против Михаила. Даниил планировал вести войска домой лесной страной (минуя приграничные со степью районы).
Однако, прибывшая половецкая помощь резко изменила соотношение сил, и Михаил позволил себе не соблюдать условия черниговского мира. Уже вновь он во главе черниговцев без упоминания Мстислава Глебовича двинулся на Киев, и Владимир Рюрикович вновь уговорил Даниила вмешаться в конфликт на своей стороне, несмотря на крайнюю усталость его людей, воевавших в том году в общей сложности непрерывно с Крещения до Вознесения (около четырёх месяцев с начала января по середину мая).
Подробностей битвы не сохранилось, за исключением сообщения Галицко-Волынской летописи о частном успехе Даниила и преследовании половцев вплоть до момента, когда был застрелен его гнедой конь, после чего преследование сменилось собственным бегством. Новгородская летопись старшего извода сообщает, что галичан погибло бещисла, а сам Даниил едва спасся.
Победители после этого взяли Киев, в который отступил Владимир Рюрикович. Он с женой был пленён и лишился киевского княжения в пользу Изяслава (позже внёс выкуп и был отпущен).
Но тяжёлые потери Даниила не прошли даром и для него. Вернувшись в Галич, он получил известие от боярской оппозиции о том, что Изяслав с половцами развивает наступление на Владимир-Волынский, и отправил туда брата Василька, тем самым сократив число своих сторонников в Галиче. Информация о наступлении Изяслава была ложной, но позволила боярам свергнуть Даниила. Галицким князем стал Михаил Всеволодович.